# 2015 UH87
2015 UH87 est un objet transneptunien en résonance 1:3 avec Neptune.